# Dyschiriognatha argyrostilba
Dyschiriognatha argyrostilba är en spindelart som först beskrevs av O. Pickard-Cambridge 1876.  Dyschiriognatha argyrostilba ingår i släktet Dyschiriognatha och familjen käkspindlar. Inga underarter finns listade i Catalogue of Life.